# Platylabus fugator
Platylabus fugator är en stekelart som först beskrevs av Johann Ludwig Christian Gravenhorst 1807.  Platylabus fugator ingår i släktet Platylabus och familjen brokparasitsteklar. Arten är reproducerande i Sverige. Inga underarter finns listade i Catalogue of Life.